# Antonio Pujia
Antonio Pujia (Filadelfia, 30 maggio 1850 – Santa Severina, 11 maggio 1918) è stato un presbitero, teologo e storico italiano vicario generale dell'arcidiocesi di Santa Severina e della diocesi di Anglona.

## Biografia
Fratello maggiore del senatore Francesco Pujia e dell'arcivescovo di Reggio Calabria Carmelo Pujia, Antonio Pujia nasce nella cittadina montana di Filadelfia, in Calabria, il 30 maggio 1850.
Lo zio omonimo, latinista e teologo, lo accompagna nei suoi primi studi in qualità di precettore. A 15 anni riceve gli ordini minori da monsignor Filippo Mincione, vescovo di Mileto e, ordinato sacerdote, ottiene nel 1874 il primo beneficio parrocchiale presso San Nicola Menniti di Polia.
Impegnato nel restauro e nella salvaguardia di tutte le chiese affidate alla sua cura, si distingue anche nello studio del Greco e del Latino, divenendo uno dei più promettenti studiosi di filologia testamentaria dell'Italia del periodo.
Assume l'incarico di vicario generale del fratello Carmelo Pujia, allora vescovo di Anglona-Tursi (e futuro Primate di Calabria) e viene pertanto insignito del titolo di monsignore; nello stesso periodo fonda la rivista storica Siberene.
Tra i suoi scritti più degni di nota si ricorda la monografia Cronotassi dell’Arcidiocesi di Santa Severina; Il Cuore di Gesù nei secoli, riedito successivamente come Il Salterio del Curato.
Da ricordare inoltre il libro di teologia morale La donna cattolica
e l'ultima fatica letteraria Preludi e Accordi, pubblicata nel 1918, una raccolta di poesie scritte sul ritmo del salmo ebraico.
Malato da molti anni di diabete, muore a Santa Severina l'11 maggio dello stesso anno.